# Golfball

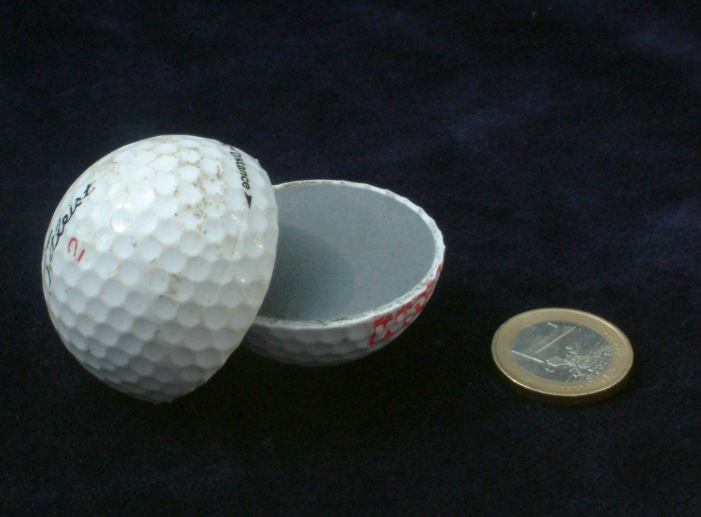
Golfball mit Hartgummikern

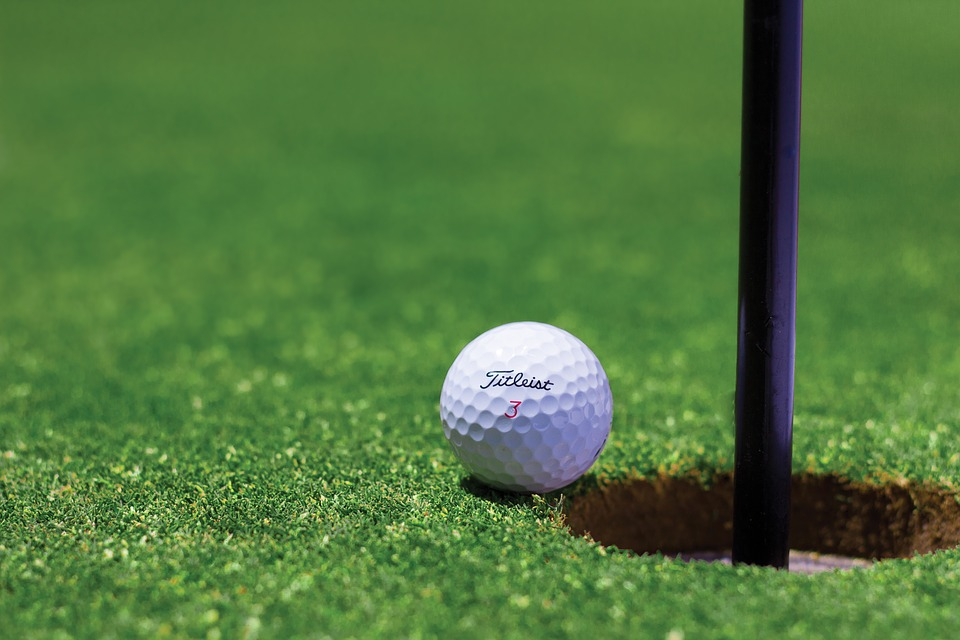
Ein Golfball kann auch in das Loch fallen, wenn die Fahne steckt.

Ein Golfball ist ein Spielgerät im Golfsport.

## Eigenschaften und Aufbau

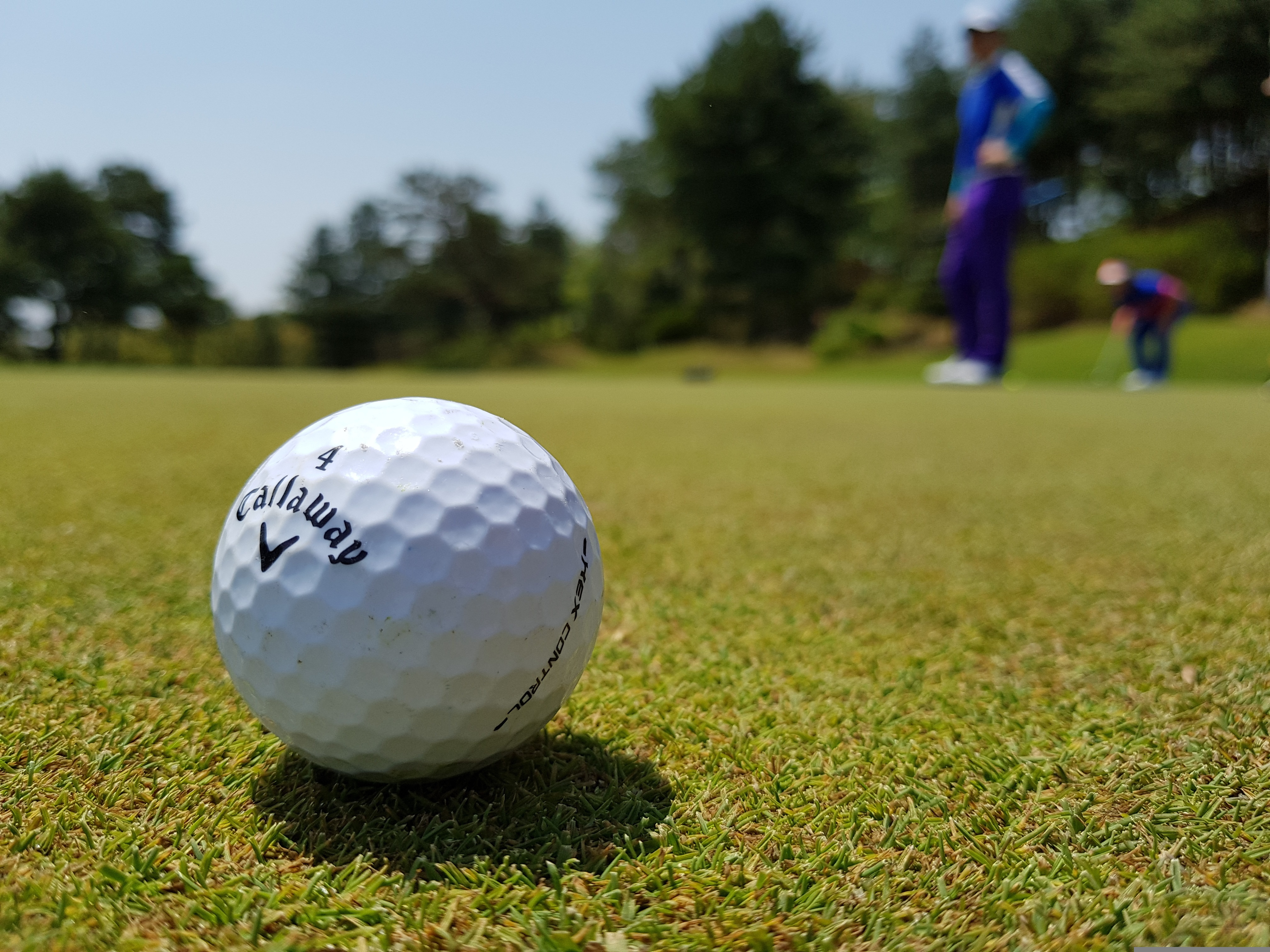
Golfball mit hexagonalen Dimples.

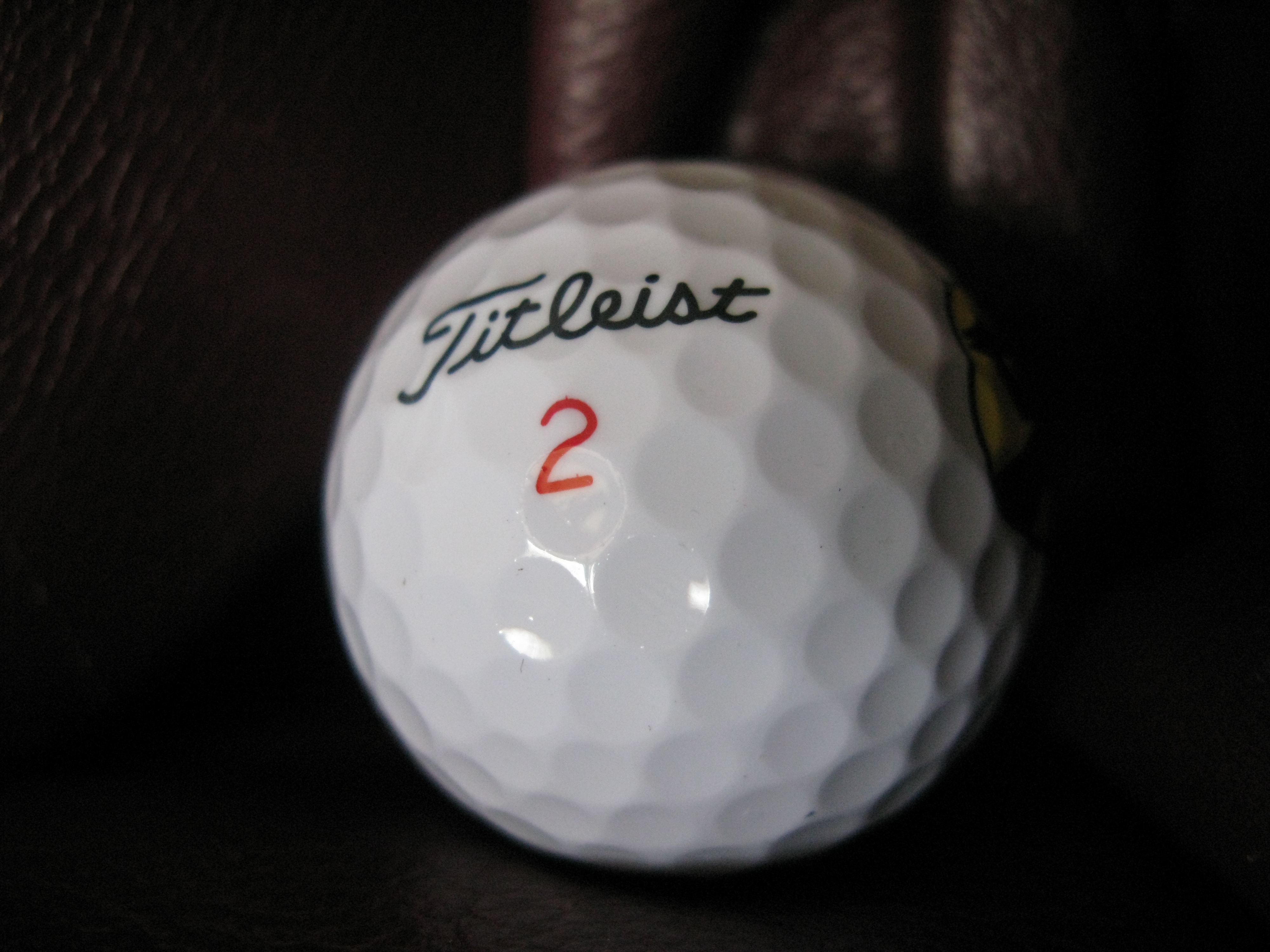
Die rot aufgedruckte Kennzahl verweist auf eine 90er Kompression.

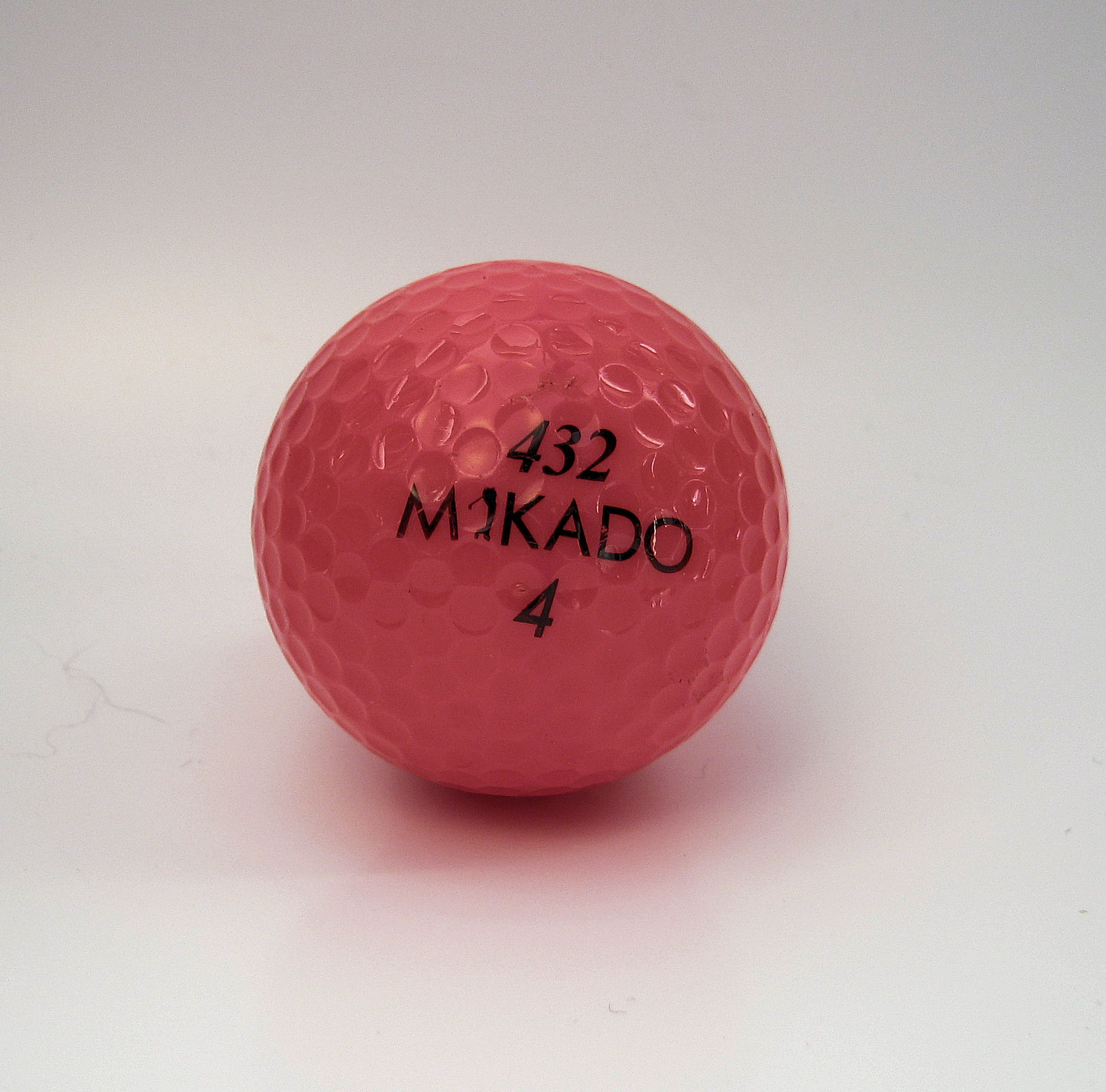
Golfbälle im Billigsektor sind in nahezu jeder Farbe erhältlich.

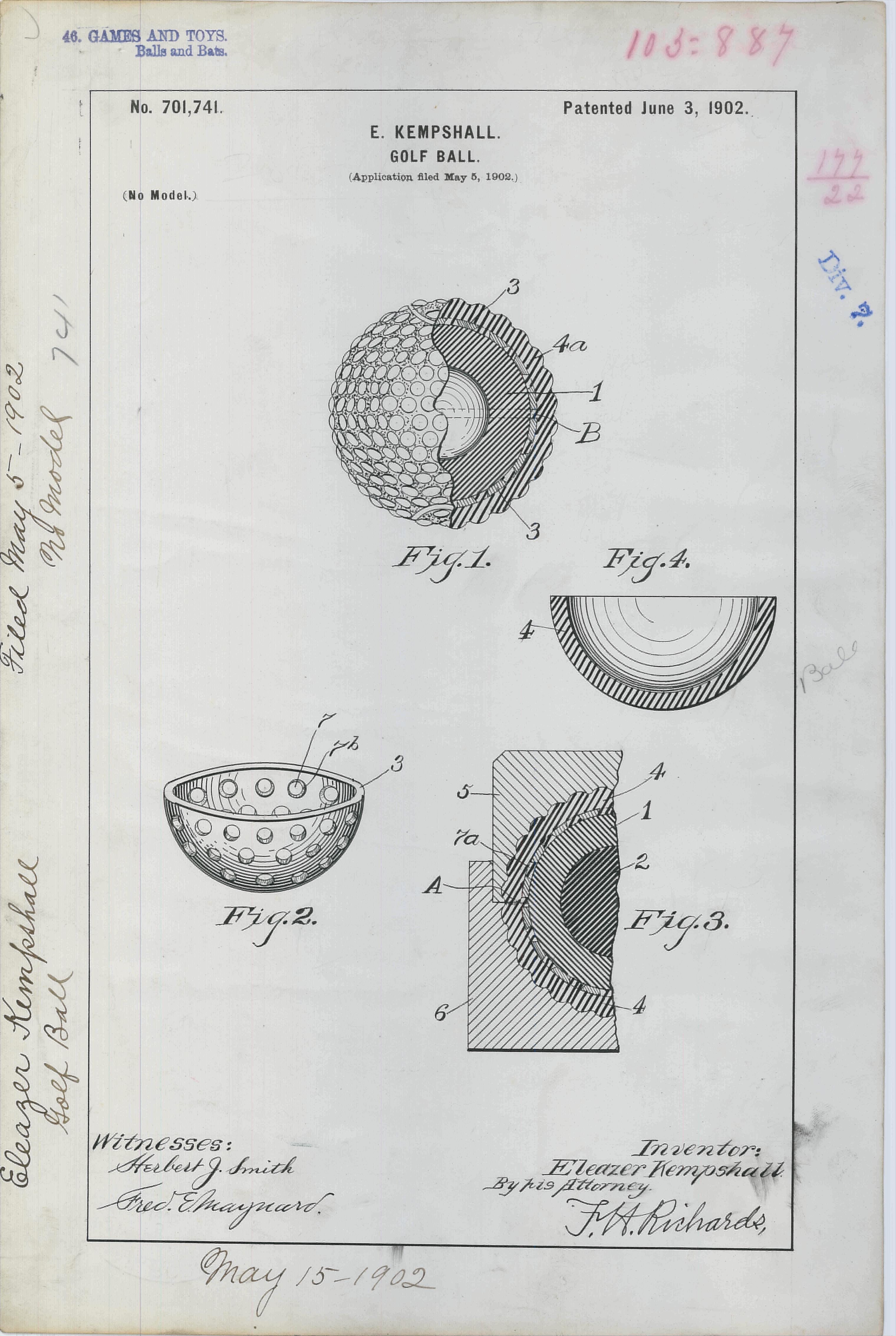
Patentzeichnung eines 3-Schicht Balles aus dem Jahr 1902

Golfbälle werden mit sich teils erheblich unterscheidenden Merkmalen hergestellt.

### Form
Der Ball muss rund sein. Bälle, die deformiert sind oder auf einer Seite wesentlich schwerer, sind nicht zulässig.

### Größe
Die Größe und Beschaffenheit eines Golfballs werden in den Golfregeln definiert. Der Durchmesser eines Golfballs liegt bei mindestens 42,672 mm (1,68″), die maximale Masse bei 45,926 g (1,62 oz.). Der Ball darf damit eine Dichte von höchstens 1,129 g/cm3 haben. Die Oberfläche des Balls ist mit 300 bis 450 kleinen Dellen (sogenannten Dimples) versehen, wobei die genaue Anzahl an „Dimples“ nicht festgelegt ist. Fast jeder Hersteller hat eine andere Anordnung der Dimples, welche die Flugeigenschaften verbessern sollen. Die Dimples können oval, kreisrund, hexagonal, punktförmig oder linienförmig sein. Auch treten sie als Muster gelegentlich in Kombination in unterschiedlicher Größe auf. Grund hierfür ist das geometrische Problem, dass ein Sphäroid nicht mit komplett gleichmäßigen Strukturen flächendeckend ummantelt werden kann. Die ersten Golfbälle hatten noch keine Dimples, sondern waren einfach rund und glatt. Man stellte aber fest, dass die Golfbälle, die Kerben und Furchen durch die langjährige Benutzung aufwiesen, weiter und besser flogen. Also wurde begonnen, auch in die glatten Golfbälle Furchen einzuschnitzen.

### Aufbau
Ein Golfball besteht aus einer harten Kunststoffschale, welche üblicherweise aus einem Ionomer (Handelsname von DuPont z. B. „Surlyn“) besteht, mit unterschiedlichen Kernen. Neben Hartgummikernen werden zunehmend auch Mehrschichtkerne aus verschiedenen flexiblen Materialien verwendet. Je nach Anzahl der unterschiedlichen Lagen spricht man von 2-piece, 3-piece oder 4-piece Bällen. Auf den meisten Golfbällen ist eine Nummer aufgedruckt. Diese dient dazu, den Ball von Bällen anderer Spieler (oder einem weiteren eigenen Ball) zu unterscheiden, wenn diese einen Ball derselben Marke und gleichen Typs verwenden.

### Kompression
Die Kompression eines Golfballes wird auf einer Skala von 0 bis 200 angegeben. Dieser Wert gibt an, wie stark sich ein Ball unter Druck verformt. Je höher der Wert ist, desto stabiler und härter ist der Ball. Golfbälle werden zur Ermittlung der Kompression mit einem Standardgewicht von 890 Newton belastet. Während ein Golfball mit dem Wert 200 sich gar nicht verformt, lässt sich ein Ball mit dem Wert 0 unter dieser Belastung um 2/10 eines Inches – also etwa 5 mm – verformen. Handelsüblich sind Golfbälle mit einer Kompression zwischen 90 und 100. Bälle, welche mit roter Zahl bedruckt sind, haben üblicherweise eine Kompression von 90; bei schwarzer Zahl 100. Bälle mit einer Kompression von 80 werden für Kinder hergestellt. Die härtesten Golfbälle haben eine Kompression von 110 und werden eher bei außergewöhnlichen Spielbedingungen außerhalb der Saison gespielt. In der kalten Jahreszeit fliegen Golfbälle weniger weit. Bei abnehmendem Luftdruck im Gebirge entsprechend weiter. Die Außenschale von Golfbällen wird aus Kunststoffen unterschiedlicher Härte hergestellt. Fortgeschrittene Spieler bevorzugen ein weiches Treffmoment, da der Ball den Spin besser aufnimmt und im kurzen Spiel präziser gespielt werden kann. Anfänger nehmen gerne Distanz-Bälle mit harter Oberschale, da diese nach dem Aufprall weiter nach vorne springen.

### Flugweite
Die USGA und der R&A messen die Flugweite eines Balles bei dessen Zulassung. Spin, Abschlagwinkel und Schlägergeschwindigkeit sind dabei vorgegeben. Für die Messungen werden Schlagroboter wie der Golfroboter Iron Byron verwendet, um die Bälle bei deren Zulassung zu schlagen. Der Ball wird mit 76,2 Meter pro Sekunde (250 ft/s) geschlagen. Die Temperatur bei der Messung beträgt etwa 24 Grad Celsius.
Kein Ball darf bei der Messung weiter als 290 Meter (317 yd) fliegen. Eine Abweichung von 3 yd wird hierbei toleriert (maximal also 292 Meter). Es ist demnach möglich, Bälle herzustellen, die weiter fliegen, aber nicht zulässig wären. Für 2028 ist eine Änderung der Regeln geplant, um die zunehmenden Weiten der Profis zu verkürzen.

### Farbe
Obwohl Golfbälle standardmäßig in weißer Farbe hergestellt werden, gibt es sie inzwischen in fast jeder erdenklichen Farbe. Der neongelbe Golfball wird zunehmend von namhaften Herstellern angeboten, da dieser für manche Spieler leichter sichtbar ist. Golfbälle in anderer Farbe sind üblicherweise von geringerer Qualität jedoch prinzipiell zulässig.

### Schwerpunkt
Der Schwerpunkt eines Golfballs ist idealerweise das Zentrum des Balles selbst. In der Herstellung ist dies jedoch nicht immer möglich, sodass die meisten Golfbälle einen Schwerpunkt aufweisen, welcher sich leicht außerhalb des Zentrums befindet. Dieser beeinflusst den Golfball beim Putten. Je stärker der Schwerpunkt des Balles verschoben ist, desto stärker weicht der Ball von der Linie ab, in die der Spieler den Golfball schlägt. Bei einer Abweichung des Schwerpunktes von 0,5 mm vom Zentrum rollt der Ball auf 3 Meter Entfernung etwa 4 cm zur Seite und verfehlt das Loch. Deshalb sollte man den Schwerpunkt des Balles bestimmen und mit einer Linie markieren, welche als Ziellinie durch den Spieler verwendet wird.
Golfbälle schwimmen in Wasser, dem etwa 5 Esslöffel Salz pro Tasse Wasser hinzugefügt wurden. Im Salzwasser dreht sich die leichte Seite des Balles nach oben und wird mit einem Punkt markiert. Durch diesen Punkt wird mithilfe einer Schablone eine Linie um einen beliebigen Äquator (Umfang) des Balles gezogen, welche die Schwerpunktlinie darstellt. Alternativ können Balance-Line-Maschinen verwendet werden, die den Ball automatisiert mit der Schwerpunktlinie markieren.

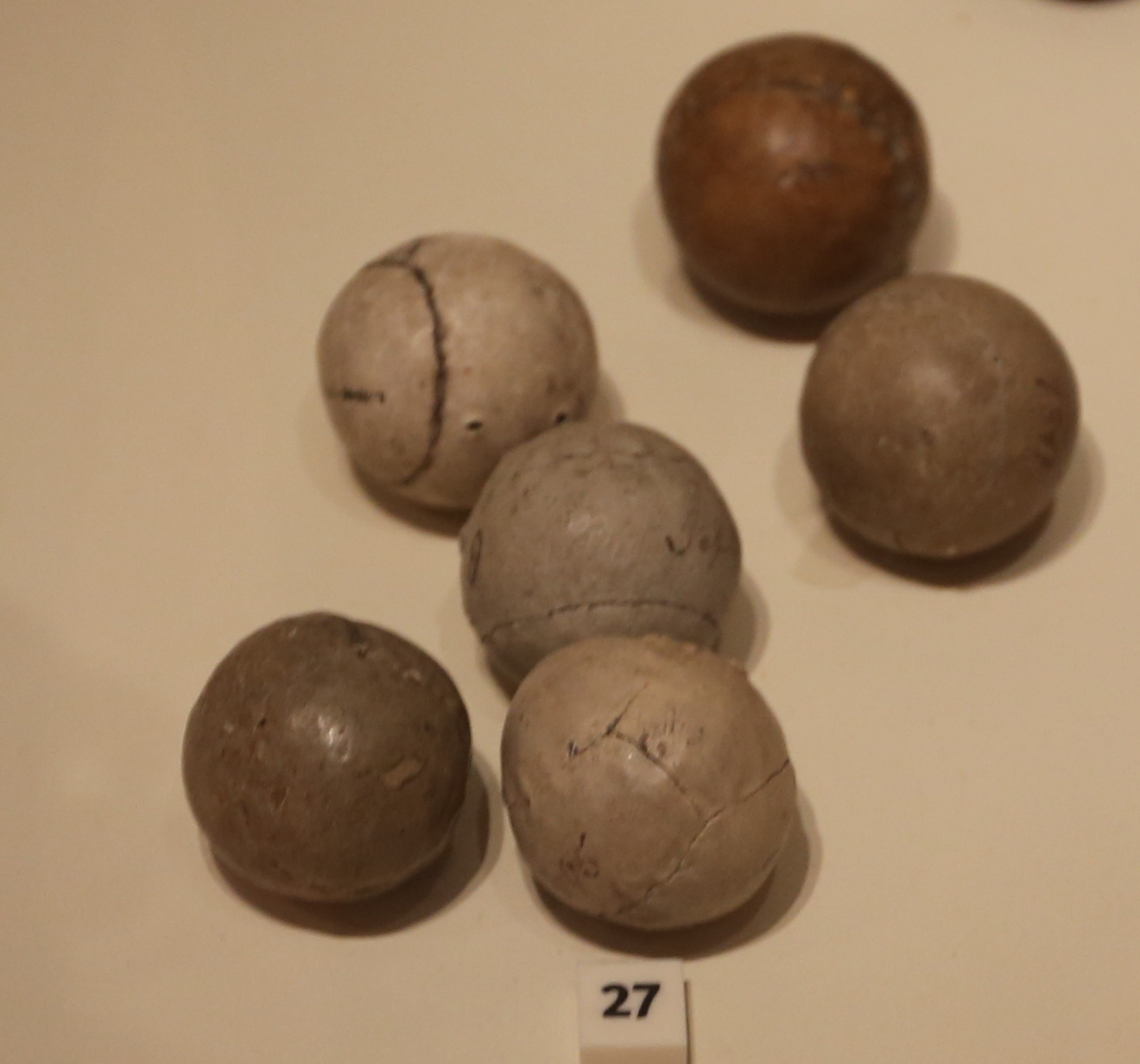
Featherie Golfbälle mit Lederhaut

### Geschichte
Die ersten Golfbälle wurden als 1-Piece-Bälle aus Buchsbaumholz von Bogenmachern gefertigt. König James II verbot im Jahr 1457 das Golfspiel, damit das schottische Bognerhandwerk nicht durch die Herstellung von Golfbällen von der Kriegsvorbereitung abgelenkt wurde. Die zweite Generation der Golfbälle waren 2-Piece-Bälle, welche als Feathery bezeichnet wurden. Diese bestanden aus einer rauen Lederhülle, die mit gekochten Federn gestopft wurde und aushärtete. Feathery-Bälle konnte man nachweislich 165 m (180 Yard) weit schlagen. Die Produktion war aufwendig und teuer. Ein hervorragender Handwerker konnte sechs Feathery-Bälle pro Tag herstellen.
In der zweiten Hälfte des 19. Jahrhunderts kam der erste gummiartige Ball auf, der nach der verwendeten Guttapercha Gutty genannt wurde. Dieser zunächst glatte Ball bestand aus dem Saft des „Sapodilla-Baums“. Durch den Gebrauch erhielten Gutty-Bälle Scharten und Dellen auf der Oberfläche. Nachdem festgestellt wurde, dass die beschädigten Bälle weiter flogen, wurde die Oberfläche mit Rillen strukturiert. Das Gittermuster der Bälle wurde auf Englisch als mesh bezeichnet.
Mit der Industrialisierung wurden im 20. Jahrhundert dreilagige Golfbälle hergestellt.
Es folgten gewickelte Golfbälle, bei der ein Kern aus Gummi oder ein mit Flüssigkeit gefüllter Kern mit einem Gummiband auf die gewünschte Größe gewickelt und mit einer Schicht aus Balata ummantelt wurde.
Bis zum Jahr 1990 waren auch kleinere Golfballgrößen bis 1,62 Zoll Durchmesser üblich. Anfang des 21. Jahrhunderts verlagerte sich die Kunststoffindustrie auf Golfbälle und löste die gewickelten Bälle durch 4-Piece-Bälle aus Kunststoffschichten ab.

## Der Golfball im Spiel

### Identifizieren des Balles

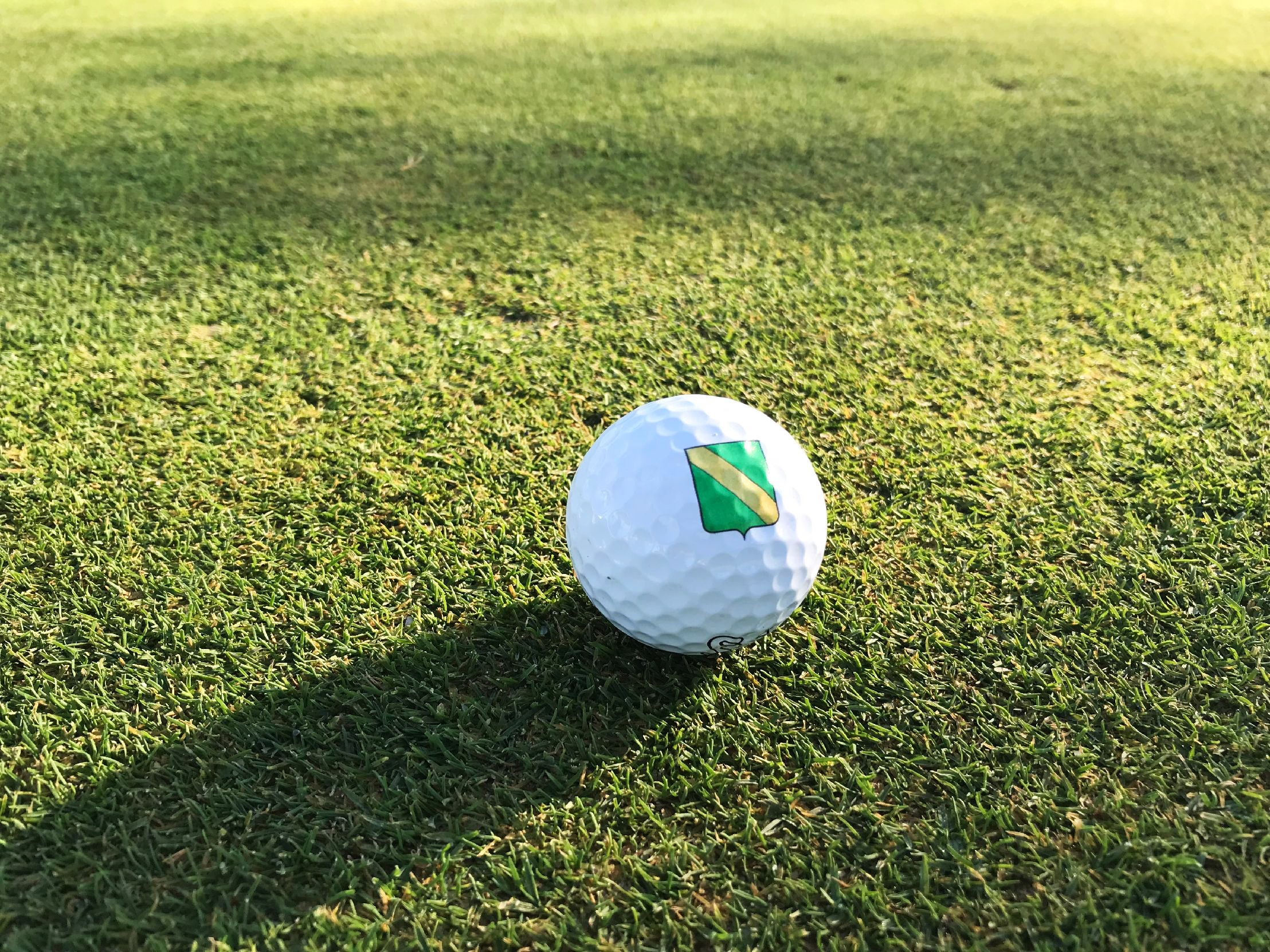
Individuell bedruckter Logoball

Es ist üblich, bei Turnieren vor dem ersten Abschlag sowohl Marke als auch Typ und Nummer des Balles anzusagen. Sobald der Ball regelkonform gewechselt werden darf, sollte auch diese Information an die weiteren Spieler weitergegeben werden. Dieses Vorgehen ist eine Etikette- und keine Regelfrage. Bedeutsam wird diese Praxis, wenn ein Ball im Rough landet und gesucht sowie korrekt identifiziert werden muss. Eine entsprechende Ansage ist auch üblich, wenn ein Spieler nach einem missratenen Schlag einen provisorischen Ball hinterher schlägt. Um einen Golfball im tiefen Gras zu identifizieren, darf dieser von einem Mitspieler um eine Vierteldrehung gewendet werden, ohne ihn zu bewegen.

### Markieren des Balles

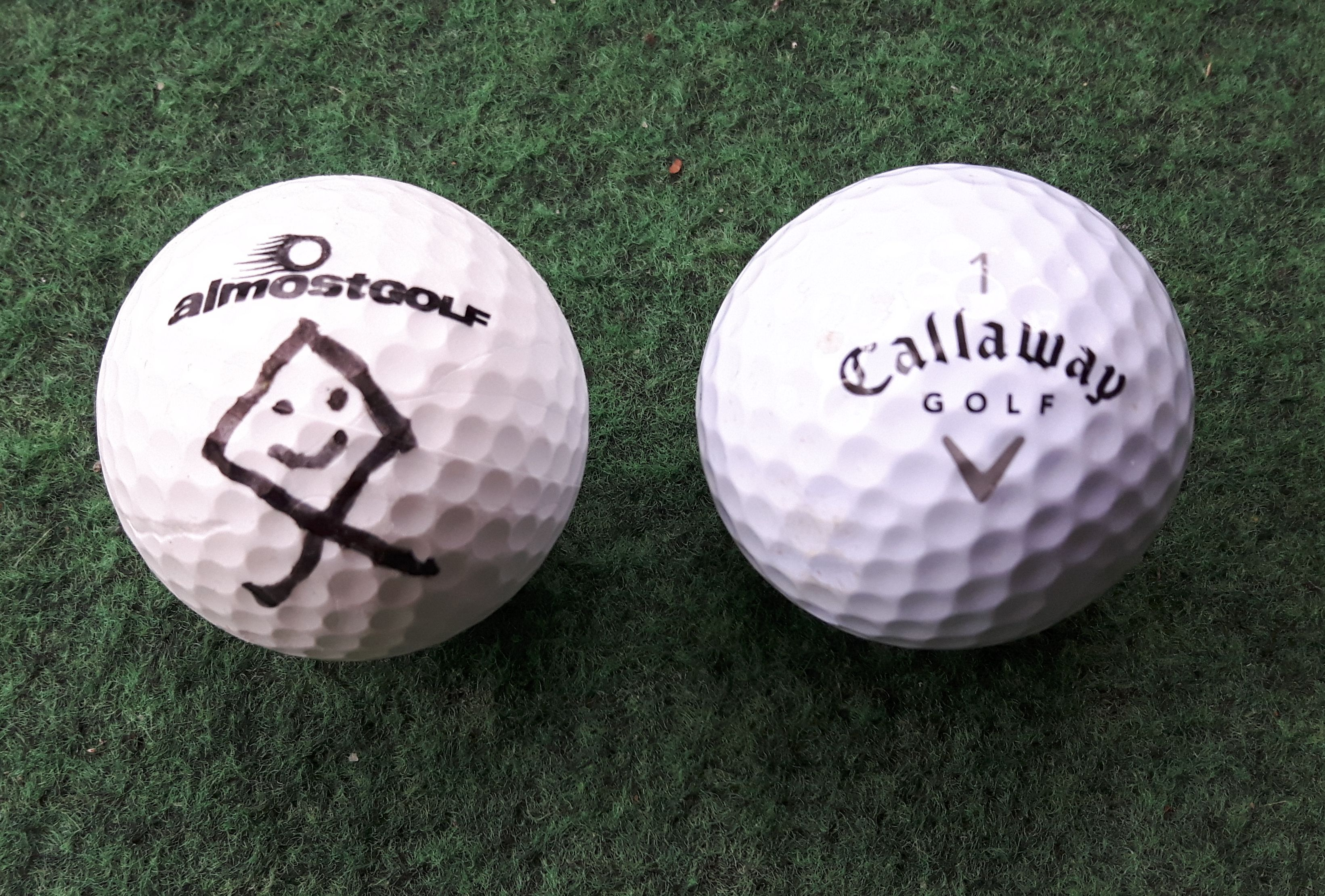
Ein mit Permanentmarker individuell gekennzeichneter Ball.

Einem Golfer ist es erlaubt, seinen Ball mit einem Permanentmarker eindeutig zu markieren oder bedrucken zu lassen. Firmen bieten deshalb als Werbegeschenke oft Markenbälle mit aufgedrucktem Firmenlogo an. Diese dienen als Werbeträger und verbreiten sich nach und nach auf den Golfplätzen, da, wenn ein Spieler einen solchen Ball verliert, dieser von einem anderen Spieler gefunden werden kann. Wenn der Spieler den Golfball aufnimmt, so muss er ihn vorher mit einem Platzhalter in Form einer Münze oder eines Tees am Boden unmittelbar hinter dem Ball markieren, damit er ihn später an genau der gleichen Stelle wieder einsetzen kann.

### Einfluss der Dimples

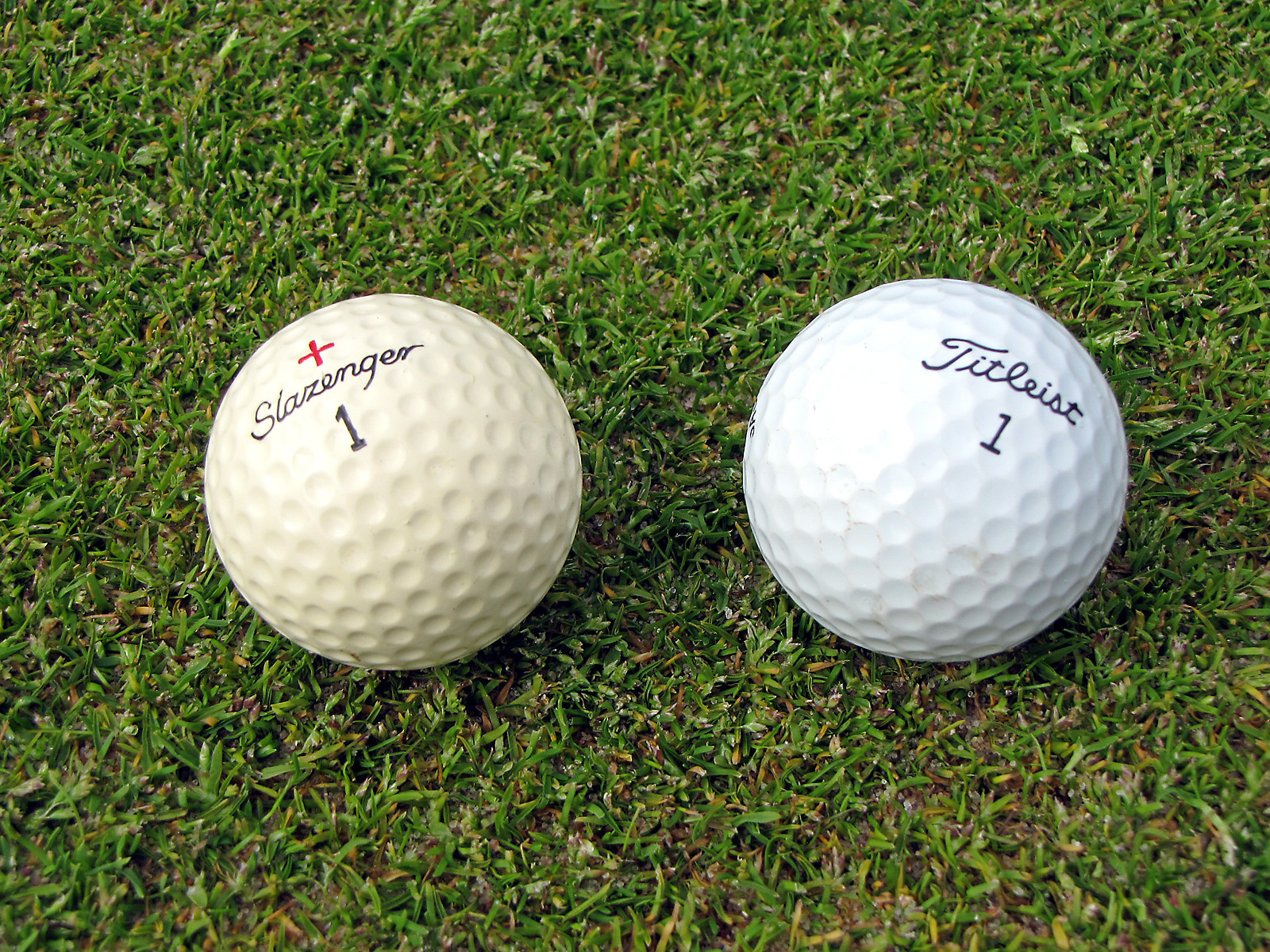
Vergleich eines kleinen Balls aus den 50ern mit einem zeitgenössischen, größeren Ball

Da die Anzahl der Dimples sich erhöht hat und diese heute dicht an dicht liegen, trifft der Schläger den Ball kaum noch an einer Stelle der Oberfläche, die genau rechtwinklig zum Radius liegt (wie es bei einer Kugel ohne Vertiefungen der Fall wäre).
Der Ball wird dadurch beim Kontakt mit dem Schläger unterschiedlich abgelenkt, je nachdem welche Stelle der Oberfläche getroffen wird, ist es angebracht den Ball bei kurzen Putts möglichst hart zu schlagen oder eine Dimplezone zu markieren, die flach erscheint. Auf 1,5 Meter Entfernung kann ein Ball, welcher perfekt geputtet wurde, das Loch verfehlen, weil er seitlich an einem Dimple getroffen wurde.

### Reinigung des Balles

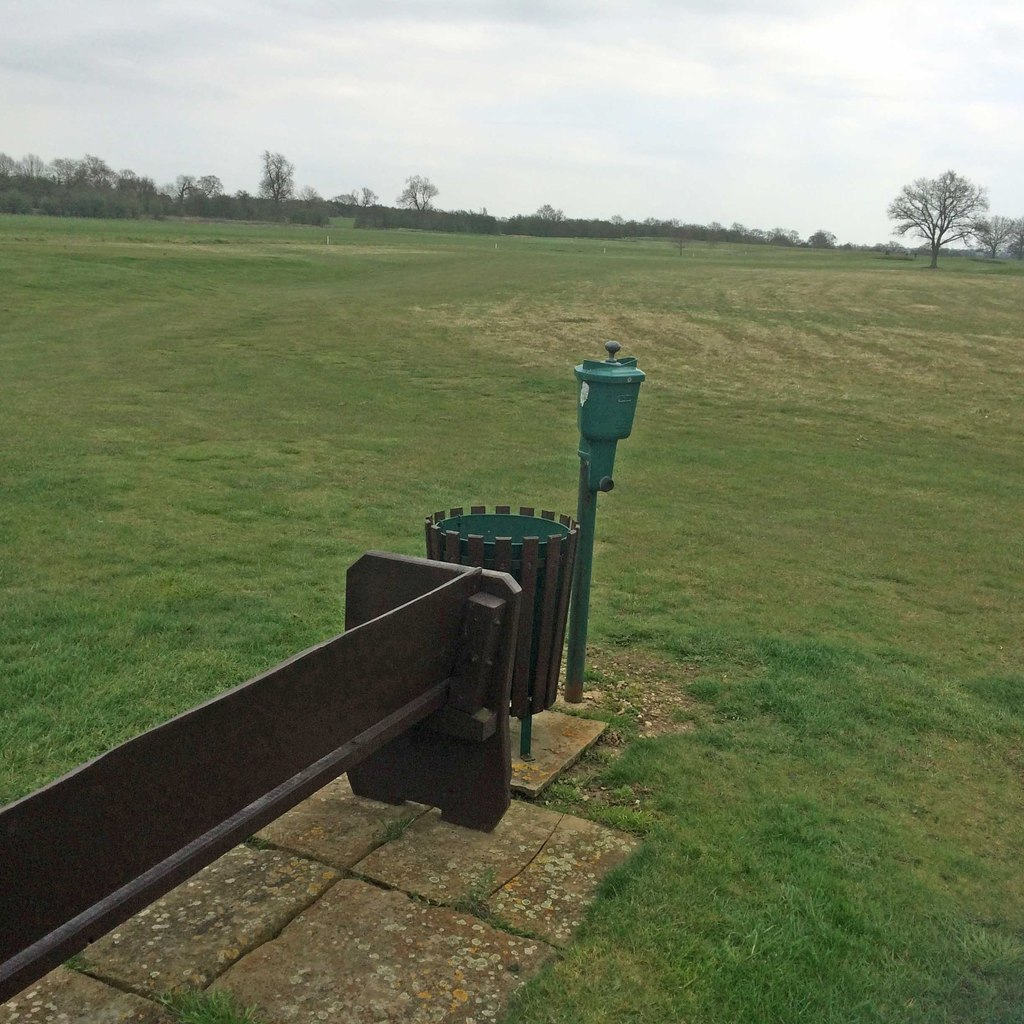
Golfball-Reinigungsmaschine an einem Abschlag.

Sobald sich der Golfball eines Spielers auf dem Grün befindet, darf dieser markiert, aufgenommen und gereinigt werden. Dies ist sinnvoll, um eine Verlagerung des Schwerpunktes durch Verunreinigungen auf der Balloberfläche zu vermeiden. Es ist deshalb auch üblich den Golfball vor jedem Abschlag an einem neuen Loch zu reinigen oder einen neuen Ball zu nehmen. Hierfür gibt es Ballwaschmaschinen an jedem Tee, welche durch mechanische Einwirkung die Balloberfläche sauber-bürsten.

### Verhalten im Wind
Der Golfball wird mit zunehmender Flughöhe von Winddruck und Windsog maßgeblich beeinflusst. An sehr windigen Tagen bei Windstärken ab 30 km/h werden auch Putts auf schnellen Grüns durch den Wind beeinflusst. Auf 3 Meter Entfernung kann ein Seitenwind mit 8 km/h auf der Höhe der Grünoberfläche einen perfekt getroffenen Putt am Loch vorbeilaufen lassen. In Kombination mit seitlich getroffenen Dimples und einer minimalen Schwerpunktverlagerung des Balls durch Verunreinigung oder Fertigungsfehler des Balles, verringert dieser Umstand die Einlochwahrscheinlichkeit bei kurzen Putts erheblich. PGA Tourspieler treffen etwa 30 % ihrer 3,5-Meter-Putts. Versuche mit Putt-Maschinen waren mit 50 % nur geringfügig besser.

### Beschädigung des Balles
Golfbälle werden nicht selten durch den Golfschläger beschädigt, da dieser Grooves hat, welche im Treffmoment in den Ball einschneiden können. Wenn ein Golfball beschädigt ist, muss man ihn laut Regelwerk gegen einen unbeschädigten auswechseln. Die Hersteller von Golfbällen markieren fehlerhafte Golfbälle mit der Aufschrift „X-OUT“. Diese Bälle werden zwar weit unter dem Handelspreis vertrieben, sind jedoch in Golfturnieren nicht zugelassen.

### Pitchmarken
Ein Golfball dellt das Grün ein, wenn er aus großer Höhe auf das Grün prallt. Die so zustande kommende Delle auf dem Grün wird als Pitchmarke bezeichnet und soll vom Spieler, der den Ball geschlagen hat, ausgebessert werden, da ein Golfball, der durch eine Pitchmarke rollt, stark abgelenkt wird. Hierfür werden Pitchgabeln verwendet, die in das Grün um die Delle herum gesteckt werden. Die Gabel wird dann leicht gedreht, wodurch das Grün sich von der Seite wieder über die Pitchmarke schiebt. Dies wird so lange gemacht, bis die Pitchmarke mit Grün überdeckt ist, danach wird die Marke von oben mit dem Putter leicht angedrückt und so auf die Höhe der Umgebung verdichtet.

### Verletzungsgefahr
Wegen der Härte, der Geschwindigkeit und der kleinen Größe eines geschlagenen Golfballes ist dieser mit einer Verletzungsgefahr behaftet. 2018 schoss der Golfprofi Brooks Koepka beim Ryder Cup einer Zuschauerin aus etwa 250 Meter Entfernung versehentlich ein Auge aus. Aus geringeren Entfernungen ergeben sich entsprechend höhere Risiken für Zuschauer und Mitspieler. Deshalb muss der Golfer einen Warnruf („FORE!“) von sich geben, wenn er einen Golfball in eine falsche Richtung geschlagen hat.
Als Golfballepilepsie bezeichnet man eine posttraumatische Erkrankung des Nervensystems, die bei Patienten vermehrt vorkommt, welche von einem Golfball aus nächster Nähe am Kopf getroffen wurden.

## Marken und Typen

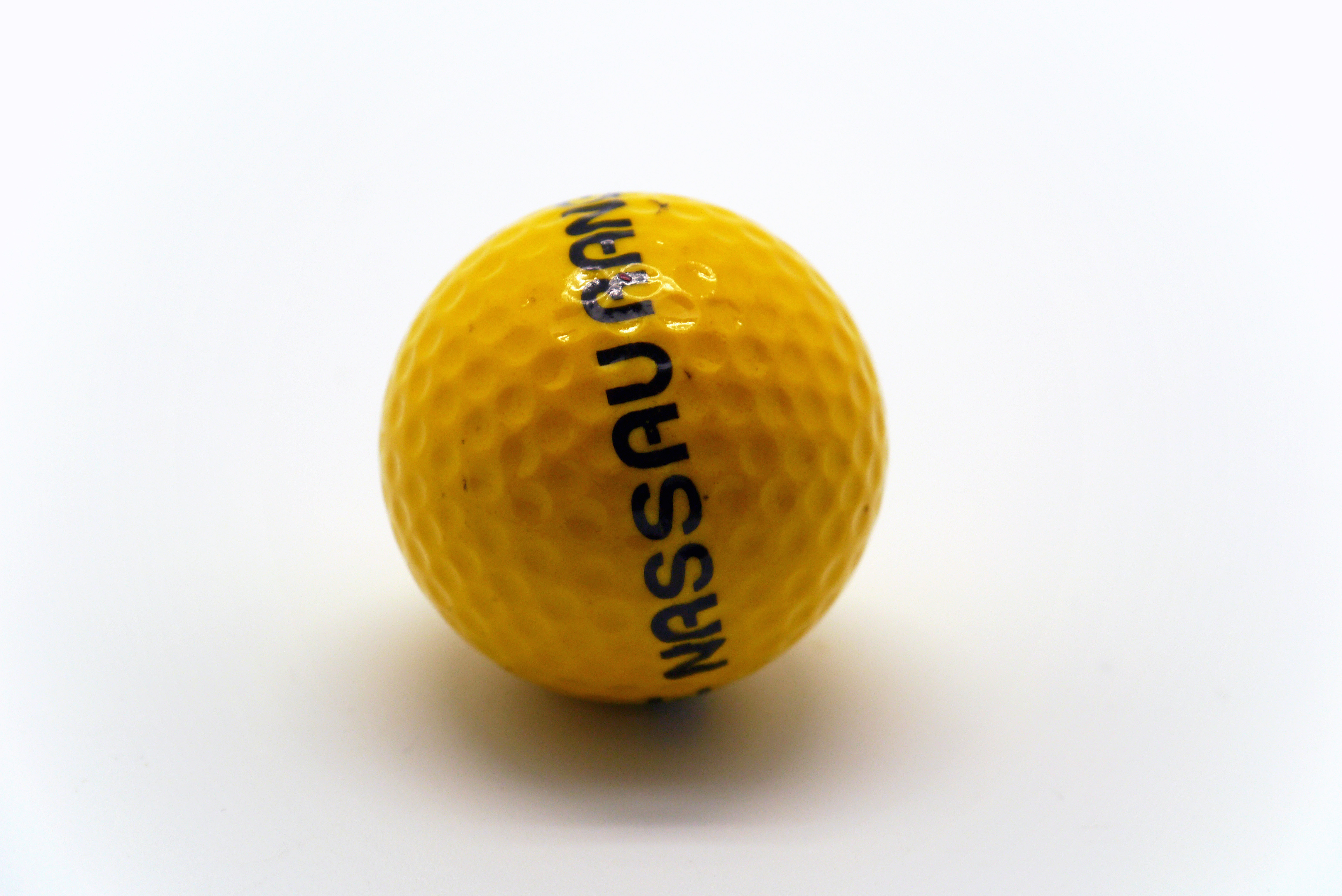
Auf Range-Bällen ist oft der Name des Golfclubs aufgedruckt, dem sie gehören.

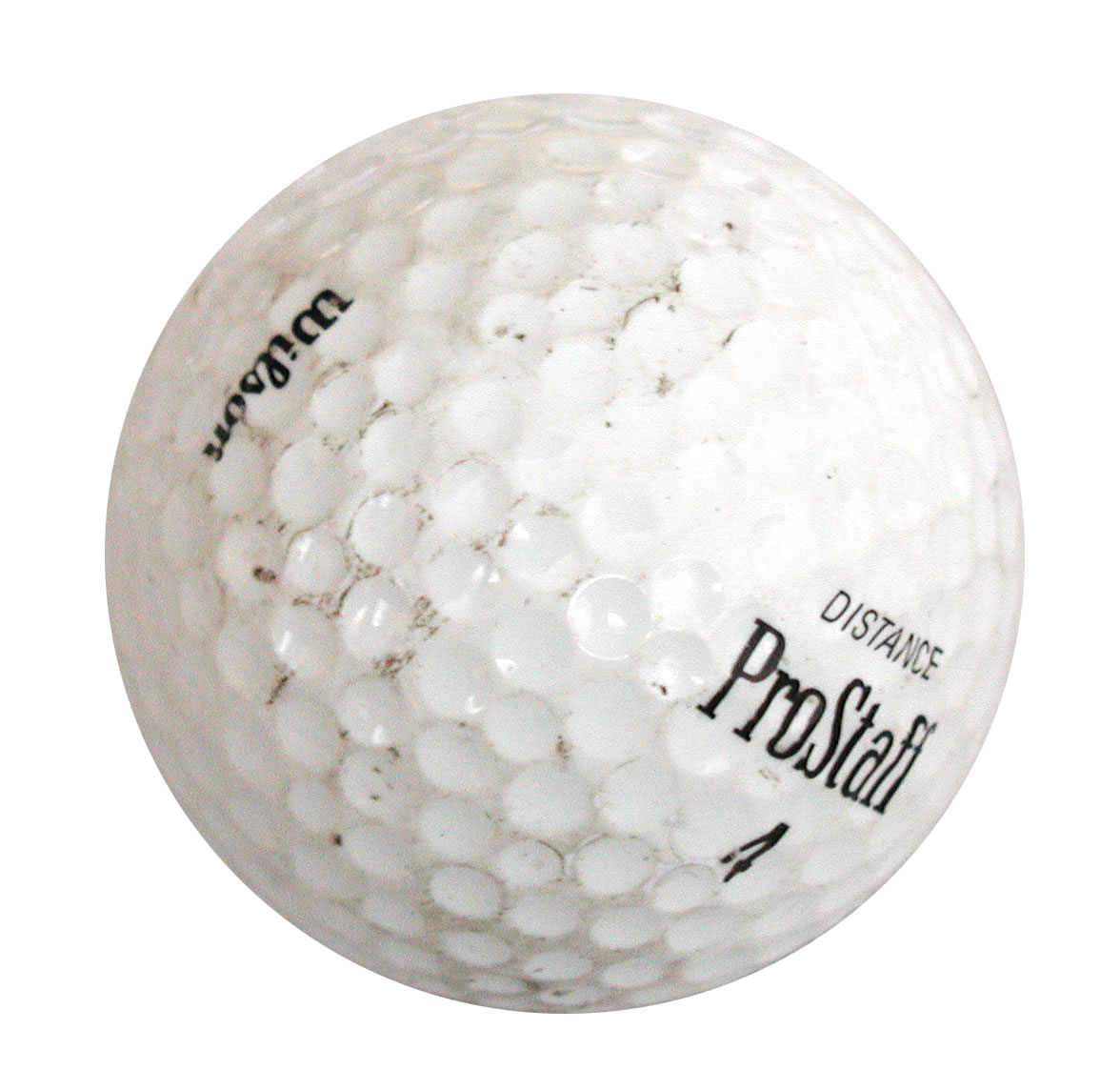
Ein handelsüblicher Distanz-Ball mit der Aufschrift „Distance“.

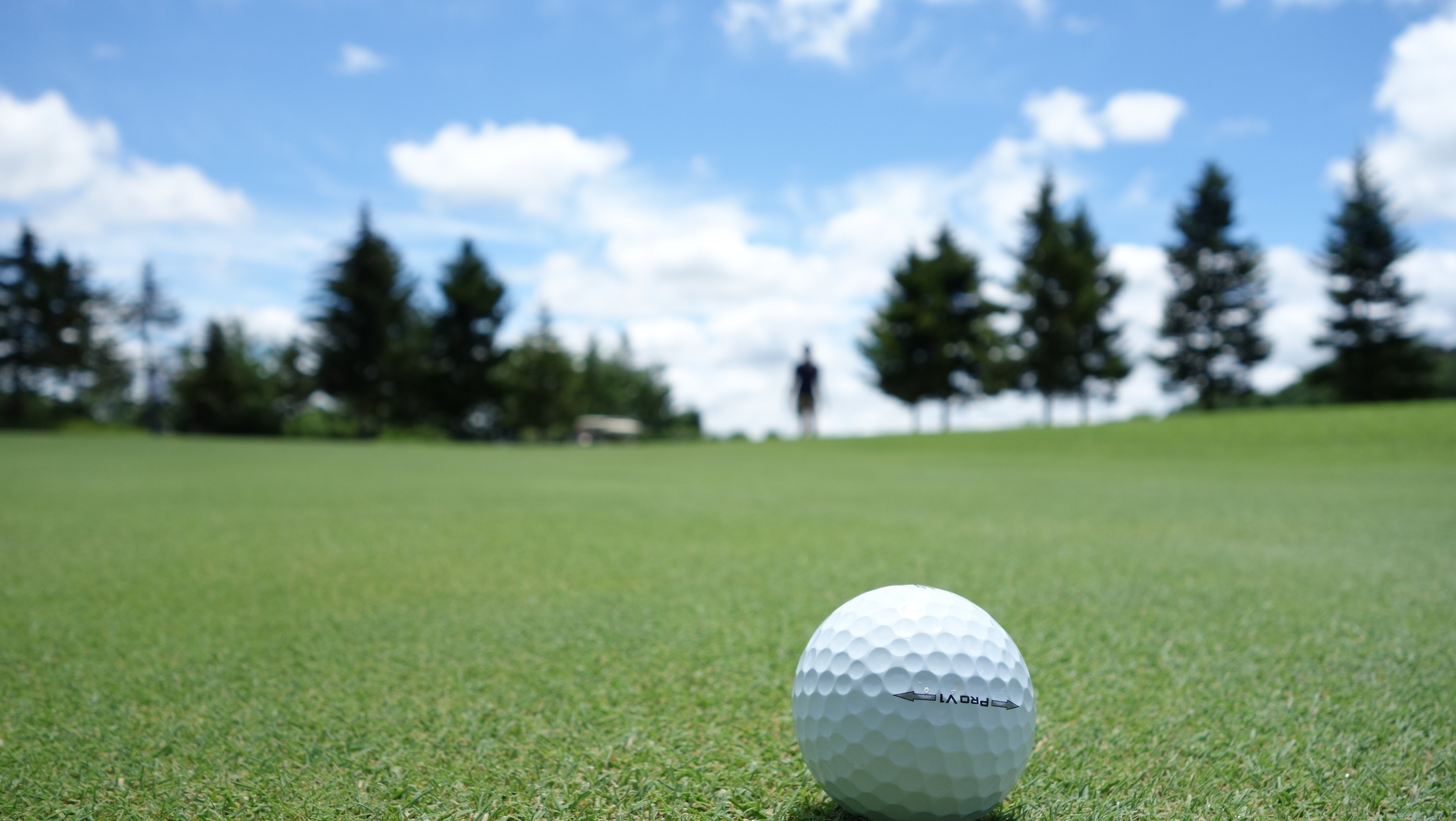
Ein hochwertiger Golfball mit sehr kleiner Aufschrift „Pro“.

Jeder größere Golfballhersteller hat unterschiedliche Golfballtypen in seinem Sortiment, die sich in den Spieleigenschaften ähnlich sind und dementsprechend benannt werden:

### Range-Bälle
Bälle mit der Aufschrift „Range“ oder „Practice“ sind ausschließlich zum Üben gedacht und dürfen auf dem Golfplatz nicht verwendet werden. Range-Bälle gehören üblicherweise dem Golfplatz selbst und werden für das Übungsgelände von den Spielern in Stückzahlen zwischen 15 und 30 pro Zahlungseinheit an einer Ballmaschine angemietet. Meistens handelt es sich um günstig hergestellte, aber stabile 1-Piece-Bälle, die etwa 20 % weniger weit fliegen als normale Spielbälle und leicht ersetzt werden können. Wird wiederholt mit clubeigenen Übungsbällen auf dem Golfplatz gespielt, droht ein Platzverweis.

### Distanz-Bälle
Bei einem Distance-Ball legt der Hersteller alles auf Schlagweite und spricht hierdurch die Kundschaft an, die gerne ganz weit schlagen möchte, sei es, weil die Schlaglänge zu kurz ist, oder es einfach nicht weit genug sein kann. Oft handelt es sich um harte 2-Piece-Bälle, deren Anschaffungskosten eher günstig sind, da der Absatz gut ist. Deshalb hat jeder namhafte Golfballhersteller mindestens einen Distance-Ball im Sortiment. Distance-Bälle erkennt man an der Aufschrift „Distance“ oder einer vergleichbaren Aufschrift, die auf überragende Weite hindeutet, wie etwa „Explosion“, „Maximum“ oder „Titanium“.

### Soft-Bälle
Dieser Ball mit weichen Spieleigenschaften wird für Spieler hergestellt, die mit der Schlagweite kein Problem haben, aber bei den kurzen Schlägen das weiche Gefühl eines professionellen Golfballes suchen, ohne die hohen Kosten für einen Tour-Ball in Kauf nehmen zu müssen. Meistens handelt es sich um 3-Piece-Bälle mit weicher Außenschale. Die Bälle werden relativ schnell abgewetzt und von den Herstellern mit Worten wie „Soft“ oder „Ultrasoft“ bedruckt.

### Allrounder-Bälle
Für die meisten Wochenendspieler gibt es bei allen Herstellern noch einen gutbürgerlichen Allrounder, der günstig und weit verbreitet ist und im Amateursport vollkommen ausreicht, da er weder zu weich noch zu fest ist.

### Tour-Bälle
Der qualitativ hochwertigste Golfball wird von den Herstellern im Tour-Segment hergestellt und entspricht in-etwa der Qualität, die auf internationalen Turnieren gespielt wird. Oft handelt es sich um 4-Piece-Bälle, die versuchen die höchstmögliche Schlaglänge mit den best-möglichsten Präzision zu verbinden. Aufgrund des hohen Preises, welcher etwa dreimal so hoch ist, wie bei einem üblichen Ball, verzichten die Hersteller hier auf aufwendige Aufschriften. In Einzelfällen sind in kleiner Schrift die Worte „Pro“, „Professional“ oder „Tour“ auf dem Ball aufgedruckt.

### Refurbished-Bälle
Beschädigte Bälle könen recycled oder in Stand gesetzt werden. Letztere werden ausgebessert, neu lackiert, beschriftet und wieder auf den Markt gebracht. Sie müssen in dem Fall mit der Aufschrift „refurbished“ markiert werden.

### Lake Balls
Gebrauchte Bälle können sortiert nach Marke und Art auf dem Gebrauchtmarkt erworben werden. Die Qualität von gebrauchten Bällen wird von B bis AAAA angegeben. Wobei B stark gebraucht ist und AAAA neuwertig bedeutet. Oft werden diese Bälle von Tauchern aus Teichen gefischt und in gewerblichen Umlauf gebracht, weshalb derartige Bälle als Lake Balls bezeichnet werden.

## Physik

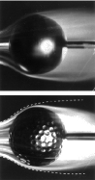
Totwasser (hell) ist bei glatter Oberfläche (oben) größer.

Durch den Magnus-Effekt erhält ein sich drehender Ball Auftrieb.

(Überhöhte) Flugbahn eines Golfballs mit c_{w} = 0,4, 0,1 und 0,0

Der Golfball fliegt nach dem Treffmoment mit den Golfschläger immer durch die Luft und prallt nach der Landung auf dem Gelände auf, um zum Stillstand zu kommen. Dies ist auch beim Putten der Fall, da ein Putter etwa 5° Loft hat und den Ball – wenn auch nur sehr flach – kurz in die Luft schlägt.

### Treffmoment
Durch den Loft-Winkel des Schlägerkopfes (Loft) wird der Ball im Treffmoment und nach vorne bzw. oben geschleudert und in eine Rotation versetzt, die während des Fluges zur notwendigen Richtungsstabilität beiträgt. Der Loft-Winkel kontrolliert die Geschwindigkeit, den Auslasswinkel und den Rückwärtsdrall des Balles. Jeder Golfschlag löst einen Rückwärtsdrall aus, sofern der Ball mit der Schlagfläche getroffen wird. Die unterschiedlichen Flugbahnen werden durch zusätzliche Seitenrotationen ausgelöst.
Golfbälle sind elastisch. Durch den sogenannten Smash speichern sie bei der Berührung mit dem Schläger Energie, die sie gleich anschließend wieder an den Schläger abgeben. Der Smash trägt zur Vergrößerung der Geschwindigkeit des Balles bei. Gute Golfspieler erreichen Ballgeschwindigkeiten von 250 km/h (70 m/s), der Rekord liegt bei 328 km/h (91 m/s).

### Flugverhalten
Die Flugbahn eines Golfballs wird durch die Gewichtskraft und aerodynamische Kräfte bestimmt. Nach dem Schlag dreht ein Golfball sich mit etwa 6000 Umdrehungen pro Minute.
Die Dimples auf der Balloberfläche reduzieren den Strömungswiderstandskoeffizienten (cw) durch Absenken des Druckwiderstandes und verringern den Luftwiderstand um bis zu 50 %. Abhängig von der Schlagtechnik des Spielers kann ein Golfball bis zu viermal weiter fliegen. Da der Golfball durch die Keilform des Golfschlägers rückwärts rotiert, erfährt er zusätzlich durch den Magnus-Effekt Auftrieb. Zusätzliche Links- oder Rechts-Ablenkungen sind möglich und werden von Spielern bewusst eingesetzt oder resultieren aus Fehlern beim Golfschlag.
Der Durchmesser und die Geschwindigkeit eines Golfballs sind so gering, dass die kleine Reynolds-Zahl eine laminare Grenzschichtströmung vermuten lässt. Kleine Verwirbelungen innerhalb der Dimples verändern die laminare Grenzschicht um den Ball in eine turbulente Grenzschicht. Die Strömung löst sich verzögert ab und verringert so das Volumen der Totwasserzone. In diesem Bereich herrscht ein Unterdruck. Je kleiner die Zone ist, desto geringer ist die Druckdifferenz zur Anströmseite und damit die Abbremsung in Flugrichtung. Auf dem gleichen Prinzip beruht die Wirkungsweise von Turbulatoren auf den Tragflächen kleiner Flugzeuge. Die Grafik zeigt den Einfluss der Luftreibung auf die Flugweite. Bei einer Abschlaggeschwindigkeit von 80 m/s würde ein Golfball ohne Luftreibung (cw = 0) mehr als 600 m weit fliegen. Ohne Dimples beträgt der cw-Wert ca. 0,4, dem entspricht eine Schlagweite von 150 m. Mit Dimples (cw = 0,1) vergrößert sie sich auf mehr als das Doppelte.
Es existieren hunderte verschiedener Dimplemuster, die von den Herstellern der Golfbälle verwendet werden. Der Rekordhalter war ein Ball mit 1070 Dimples, 414 größere und 656 kleinere.

### Verhalten nach dem Aufprall
Für den Aufprall des Golfballes bei Erdkontakt nach der Landung gilt zunächst die physikalische Grundregel, dass der Auftreffwinkel dem Abprallwinkel gleicht. Abhängig vom Gelände und dem Drall des Balls variiert jedoch der Abprallwinkel. Der Ball kann mehrmals weiterspringen, bis er schließlich liegenbleibt oder aufgrund seiner Rotation sogar zurückrollt.

## Zubehör

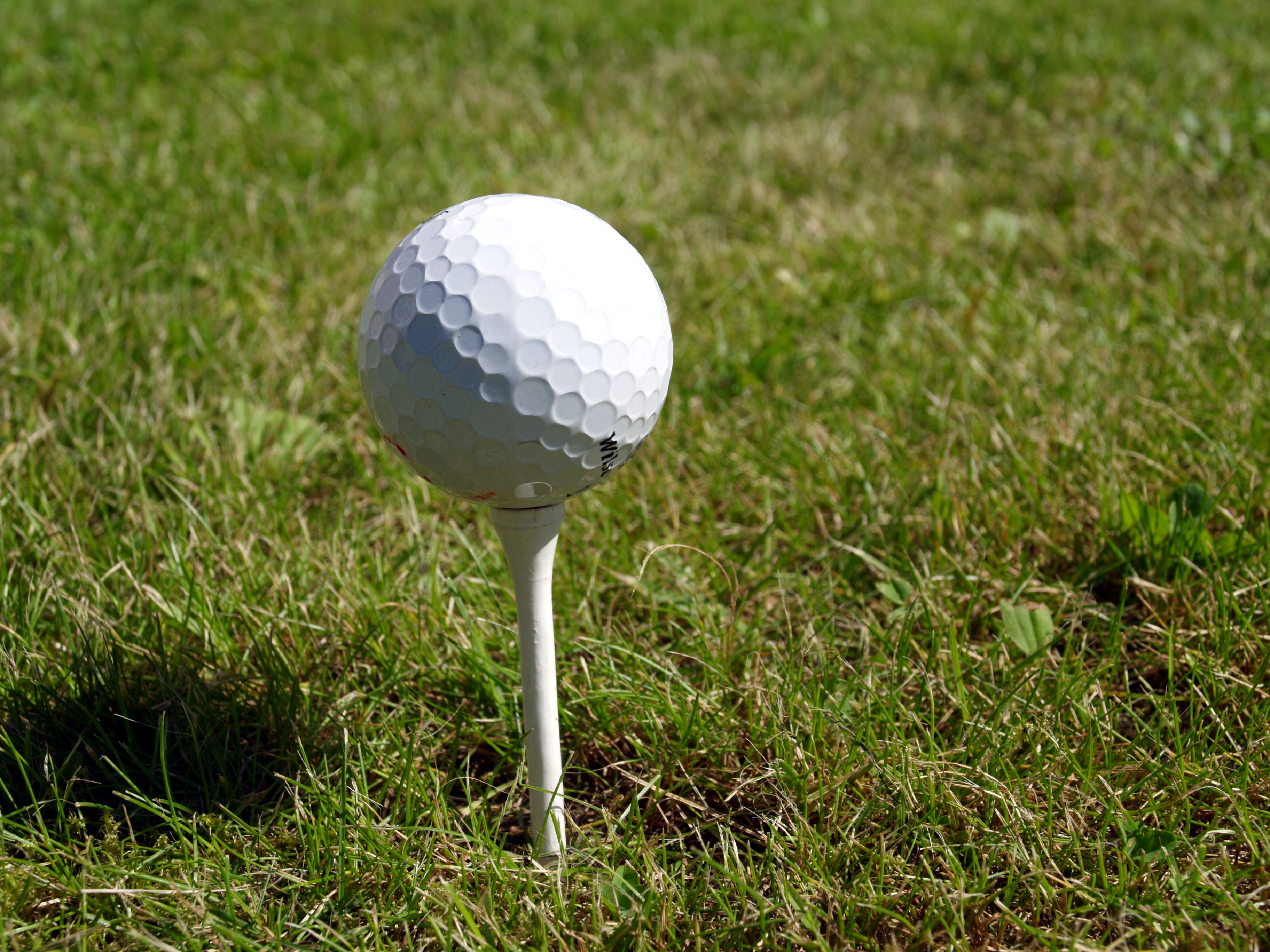
Das bekannteste Zubehör für einen Golfball ist das Tee.

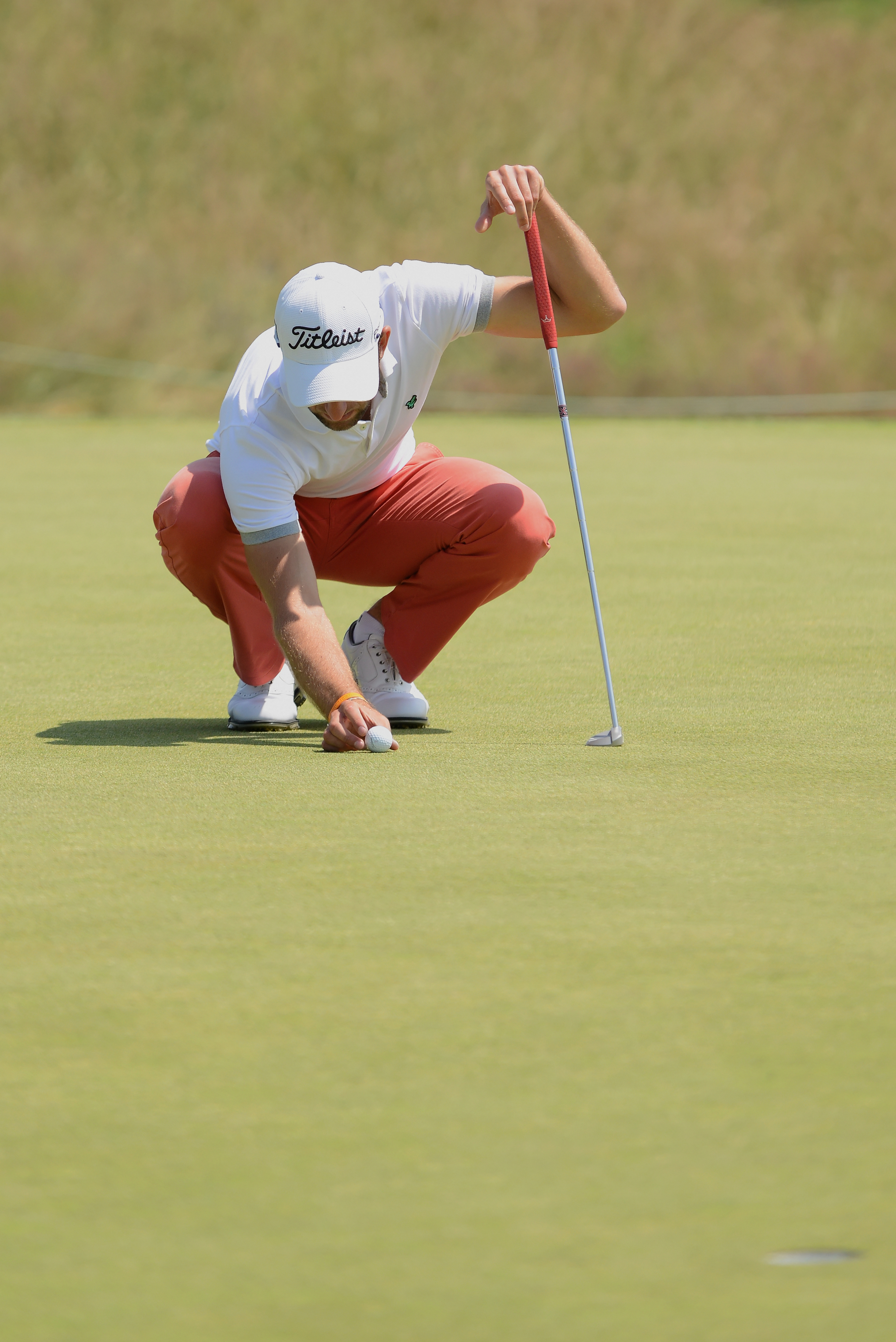
Ein Spieler markiert mit einem Platzhalter seinen Ball auf dem Grün, bevor er diesen aufnimmt.

- Schablone: Wird zum Markieren des Balläquators verwendet.
- Tee: Der Ball kann beim Abschlag auf ein Tee gesetzt werden.
- Pitchgabel: Ein Reparaturwerkzeug, um Dellen im Grün durch Balleinschläge zu reparieren.
- Ballangel: Ein Teleskoparm, um einen Ball aus dem Wasser zu fischen.
- Aufheber: Ein Gummistöpsel am Putter, um einen Ball aufzuheben, wenn man sich nicht danach bücken möchte.
- Permanentmarker: Wird zum Markieren des Balls verwendet.
- Ballmarker: Münze aus Plastik oder Metall, die als Platzhalter zum Markieren des Balles verwendet wird.
- Puder: Ein gepuderter Ball hinterlässt auf der Schlagfläche des Schlägers einen Abdruck, wodurch die Treffstelle am Schlägerblatt ermittelt werden kann.

## Trivia
- Der älteste Golfball der Welt befindet sich im Golfmuseum in Regensburg